# 鰭脚類
鰭脚類（ききゃくるい、Pinnipedia）は、食肉目イヌ型亜目クマ下目に分類される海生哺乳類。現生群はアシカ科、アザラシ科、セイウチ科で構成され、四肢が鰭状となり遊泳に適応している。

## 分類学上の地位
分類学上の位置は諸説あり、目、亜目、下目、小目、上科、下目の上科の間の名前のない階級、分類群としては認めない、とさまざまである。
古くは亜目とすることが多く、食肉目を裂脚亜目と鰭脚亜目に分けていた。それぞれを、ネコ亜目（現在のネコ亜目とは異なる）・アシカ亜目と呼ぶこともあった。コルバートほか (2004) では鰭脚亜目の別名としてアザラシ亜目が挙げられている。
独立した鰭脚目とする場合でも、裂脚類のみからなる食肉目の分類名は維持された。文部省（当時）による『学術用語集』では鰭脚目がアザラシ目とされた。
のちに裂脚類のうちクマ科やイタチ上科と単系統群を形成することが示唆され、1976年にはイヌ型亜目クマ下目に含める説が提唱された。1993年のWilson & Reederによる分類ではこの説が採用され、以降の分類体系では亜目より下位の分類群とされるようになった。上科とする場合はアザラシ上科 Phocoidea となる。ほかに小目の階級に置く分類もある。
鰭脚類の内部にアザラシ科のみからなるアザラシ上科 Phocoidea とアシカ科・セイウチ科で構成されるアシカ上科 Otarioidea の2上科を置く考え方もある。鰭脚類のうちアシカ上科はクマ科、アザラシ科はイタチ上科と近縁とする2系統仮説や、おもに形態学的研究からアザラシ科とセイウチ科がアザラシ形類 Phocomorpha という単系統群を形成するという説も提唱されたが、分子系統学的研究ではこれらを支持しない結果が多く、鰭脚類はアザラシ科とアシカ上科を姉妹群とする単系統群であり、鰭脚類の姉妹群をイタチ上科とする説が優勢となっている。
なお、現生の海生哺乳類としては、鰭脚類のほかに、鯨偶蹄目の鯨類、海牛目の全て、鰭脚類と同じ食肉目のラッコ・ミナミウミカワウソ・ホッキョクグマがいる。

## 特徴
多くは、冷たい海に生息している。
水中生活に適応しており、流線型の体型で、四肢が鰭（ひれ）状に変化している。
体はかなり大型で、最も小さいガラパゴスオットセイでも、成獣になると体重30kg、体長1.2mほどとなる。
最も大きいミナミゾウアザラシのオスでは、体長4mを超え、体重は2.2トンにもなる。
すべての種は広義の肉食であり、魚、貝、イカ、その他の海洋生物を捕食している。
種類数が少なく（オットセイ(キタオットセイ)もトドも一属一種）、1種類の個体数が飛び抜けて多い。1種類で十数万頭というのが普通である（ワモンアザラシ600万頭、カニクイアザラシ300万頭など）。
遊泳時の運動様式は科ごとに異なり、アシカ科はおもに前肢、アザラシ科は後肢、セイウチ科は四肢を用いて推進する。

## 分類

### 位置づけ

#### 最新の学説による分類
以下の分類は、近年の遺伝子解析などに基づく。
- 食肉目Carnivora
  - ネコ型亜目 Feliformia - ネコ科 など
  - イヌ型亜目 Caniformia
    - イヌ下目 Cynoidea - イヌ科
    - クマ下目 Arctoidea
      - クマ小目 Ursida - クマ科
      - イタチ小目 Mustelida
        - 鰭脚類 Pinnipedia（＝広義のアザラシ上科 Phocoidea）
        - イタチ上科 Mustelidea - イタチ科 など

#### 伝統的な分類
伝統的な分類であり、現在ではこの分類は系統を反映していないことがわかっている。
- 食肉目 Carnivora
  - 裂脚亜目 Fissipedia - ネコ科、イヌ科、クマ科 など
  - 鰭脚亜目 Pinnipedia

### 下位分類
以下の2上科に分けられる。種数は、2022年時点のSociety for Marine Mammalogyの種名リストに従った。
- アザラシ上科 Phocoidea
  - アザラシ科 Phocidae - 14属19種（うち絶滅1種）
- アシカ上科 Otarioidea
  - アシカ科 Otariidae - 7属15種（うち絶滅1種）
  - セイウチ科 Odobenidae - 1属1種

アザラシ科とセイウチ科を、アザラシ科のアザラシ亜科とセイウチ亜科にすることもある。伝統的には、アシカ科はアシカ亜科Otariinaeとオットセイ亜科Arctocephalinaeに分けられていたが、形態や分子系統による研究ではこれらの系統関係は支持されていない。
化石分類群としては、ステムグループ（基幹タクサ）であるエナリアルクトス科 Enaliarctidae、中新世に生息したアシカ上科のデスマトフォカ科 Desmatophocidae などが知られているが、ステムグループを鰭脚形類Pinnipedimorphaに分けてクラウングループと区別することもある。祖先群とされるエナリアルクトスを除いた派生的な系統を鰭脚型類Pinnipediformesとする説や、ポタモテリウムPotamotheriumなどの鰭脚類の姉妹群と考えられている四肢が鰭状ではない絶滅属も包括してPan-Pinnipediaというクレードにまとめる説もある。

## 見分け方
- 長いキバがあるのはセイウチ。
- 前脚（前の鰭）が発達しており、前脚を左右同時に動かして泳ぐのはアシカ。
後脚（後ろの鰭）が発達しており、腰を曲げながら左右の後脚を交互に動かして泳ぐのはアザラシ。（アザラシの方がより水中生活に適応した形態であり、より効率的に長い距離を泳ぐことができる）
- 前脚で上体を起こし、後脚を前に向け、主に前脚を使って陸上を上手に移動することができるのはアシカ。
前脚で上体を起こすことがほとんどできず、後脚は後方に伸ばしたままで、陸上では前脚を補助的に使用するものの、全身の蠕動運動によって這って移動するに近いのはアザラシ。
- 耳たぶがあるのはアシカ、耳の部分に穴が開いているだけなのはアザラシ。

## 分類小史（独立起源説と単一起源説）
鰭脚類が、陸生の肉食動物、食肉類（ネコ目)から、海に再適応する形で進化したグループであることは、疑いようがない。また、食肉類中ではイヌ類（イヌ亜目）に近く、さらに厳密に言えばイタチ類とクマ類を内包するグループ（クマ下目）に属するのも衆目の一致するところであった。

だが、鰭脚類の分類については、かつてさまざまな議論があった。一方では、鰭脚類に共通の、陸生の原種が存在したはずであるとする主張があり、また他方では、アシカ類とアザラシ類は起源の異なるグループであり、両者の類似は、単に収斂進化によるものである、とする主張があった。後者の説は、具体的には、セイウチを含むアシカ類はアンフィキオン科（クマ類に近縁な絶滅グループ）から進化したものであり、アザラシ類の方は、これとは独立にイタチ科の仲間から進化してきたものとする考え方であった。この説に従えば、鰭脚類というグループは、平行進化をしたために一見似ているだけの、本来は互いに無関係な2つの動物群を含んでおり、厳密に言えば、1つの分類群とするのは正しくないことになる。

この独立起源説は、1980年代半ばまでは主流であったが、その根拠は頭骨や耳の構造などにおける両者の違いや血清学的な研究にあり、さらに、両グループの初期の化石が、アシカ類は北大西洋、アザラシ類は北太平洋と、異なった地域からしか発見されていなかったことも、この説の正しさを裏づけるように思われた。
しかしその後、第1に肢の骨格の構造の研究から、第2に近年の分子生物学的研究、すなわちミトコンドリアDNAの分析から、鰭脚類はアンフィキオン科を祖先とする単一の系統である、とする説が有力となった。この説は、漸新世後期の地層から発見された最も原始的な化石の詳しい研究によっても裏づけられた。現在では、かつての独立起源説に替わり、この単一起源説が広く受け容れられている。
2020年の研究では、味覚の退化に対応する偽遺伝子化がアシカ上科（アシカ科・セイウチ科）とアザラシ科で別々に起こったことが示唆された。この結果から、鰭脚類の祖先は陸上で2系統に分かれてからアザラシ科が大西洋に、アシカ科とセイウチ科の共通祖先が太平洋に進出し、それぞれ独自に海生に適応したとする説が提唱されている。

## 鰭脚類の起源

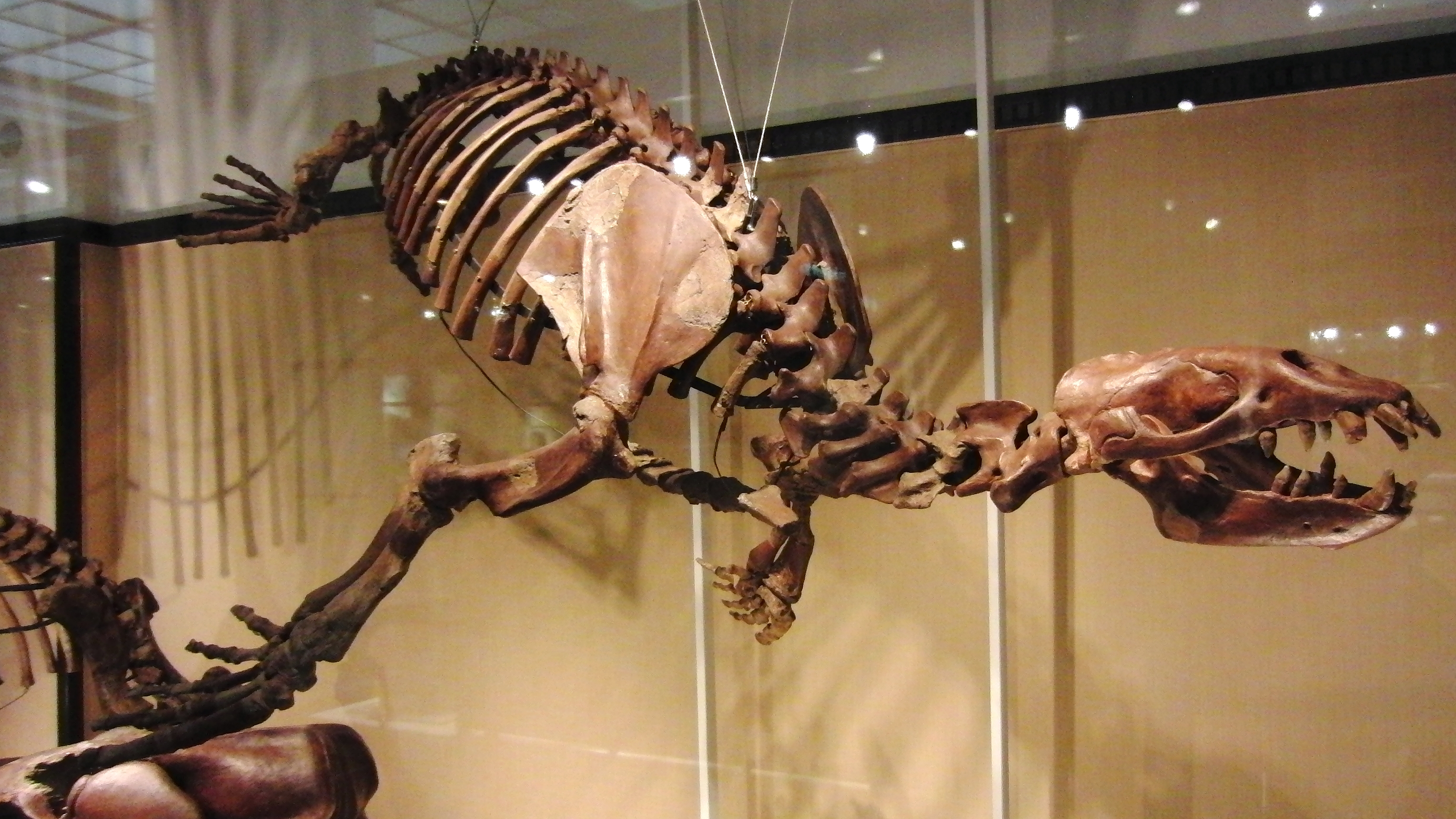
鰭脚類デスマトフォカ科のアロデスムスの骨格標本。石川県珠洲市三崎町出土。国立科学博物館の展示。

かつて海の世界の生態系には、魚竜・首長竜・モササウルス科などの大型爬虫類が生息していた。彼らは陸上の恐竜たちとともに約6600万年前に絶滅したが、それから約1300万年が経った始新世前期、再び陸上から海の世界のニッチ（生態的地位）に進出した2つの脊椎動物のグループがあった。1つは肉食性ないし雑食性の先祖をもつクジラ類、もう1つは草食のカイギュウ類であり、いずれも哺乳類であった。
クジラ類は原始的な偶蹄類に起源を発するが、彼等も海に進出した当初は（ちょうど現在の鰭脚類と同じように）沿岸にすむ水陸両棲生物であった。始新世末期の急激な気候変動によってクジラ類のうち原始的な水陸両棲の系統が絶滅し、水中生活に特化した系統のみが生き残り、彼等は現在のような沖合いでの生活に適応した。このことにより、再び沿岸性の水陸両棲肉食動物というニッチに空白が生じた。始新世の次の地質時代である漸新世の終わりごろになって、そのニッチに進出する形で進化したのが鰭脚類である。鰭脚類はその後、ダイナミックな適応と進化を遂げたが、クジラ類のように外洋で生活する種を生み出すに至っていないのは、おそらく外洋のニッチがすでにクジラ類によって占有されており、進出する余地がなかったからだろう。
なお、鰭脚類よりわずかに早い漸新世後期に、デスモスチルスに代表される束柱類が海に進出しているが、分布域はテチス海周辺に限られており、また中期中新世の末という早期に絶滅した。
鰭脚類は、北太平洋の北東側、すなわち北アメリカ側で発生したと考えられる。鰭脚類の祖先と考えられるアンフィキオン類は、始新世後期以降、第三紀を通じて北半球で繁栄した食肉類のグループである。蹠行性の歩き方や、大型で四肢の短い体形はクマに似ているが、頭部や歯列はオオカミによく似ていた。
一方で、アンフィキオン類は鰭脚類を含むクマ下目に含まれないとする説もある。
カナダで産出したプイジラはカワウソ類に似た半淡水生の食肉類であり、四肢は鰭状ではないが短く、大型の手足には水かきが発達していた。同様にカワウソ類に似た一群としてポタモテリウムPotamotheriumがあり、以前はイタチ上科のパレオムステラ科に含まれていた。プイジーラやポタモテリウムは現生群の直接の祖先種ではないものの、エナリアルクトス類よりも以前に現生群との共通祖先から分岐した最初期の一群であると考えられている。

## 画像

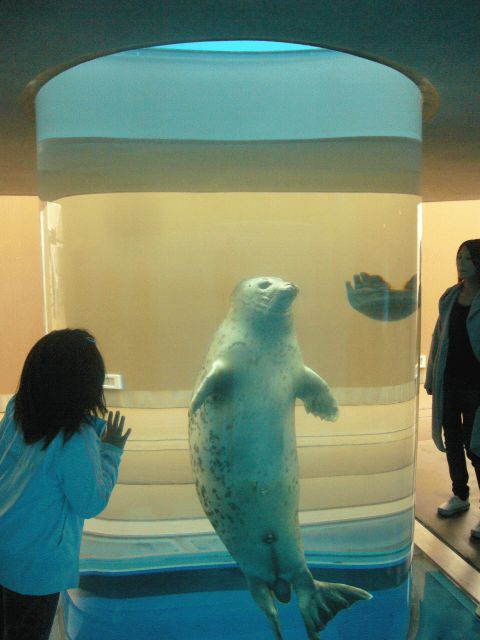
ゴマフアザラシ
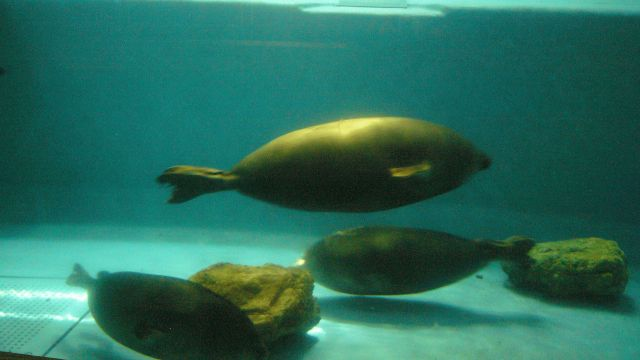
バイカルアザラシ
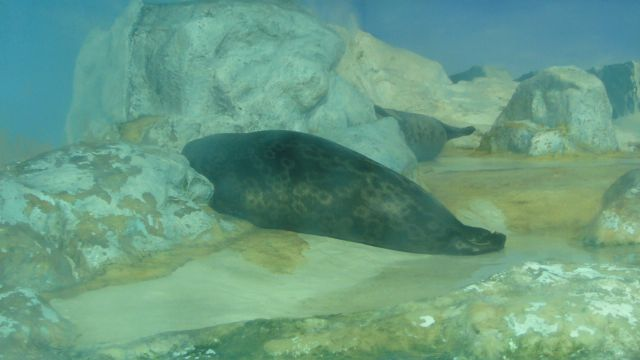
ワモンアザラシ
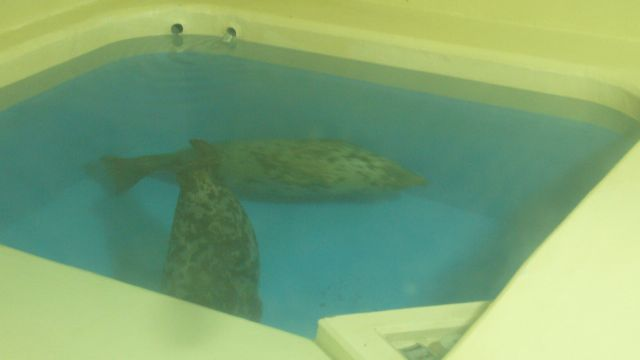
カスピカイアザラシ
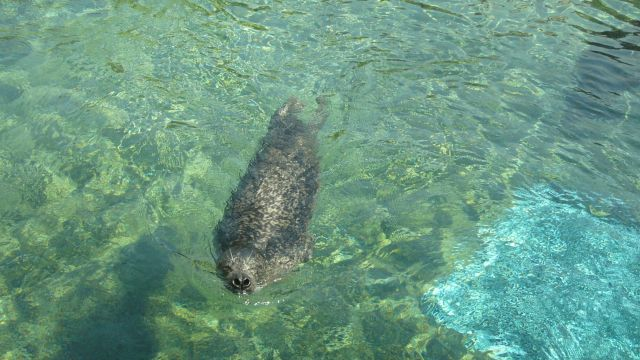
ゼニガタアザラシ
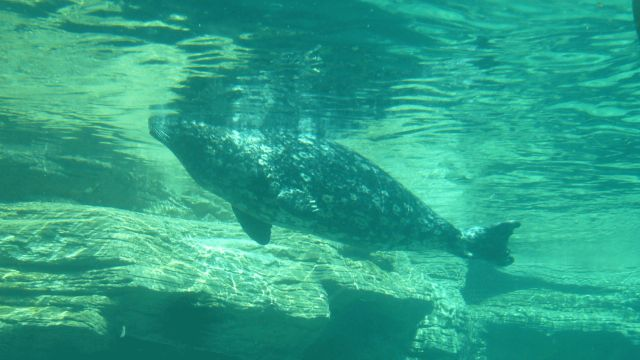
ゼニガタアザラシ
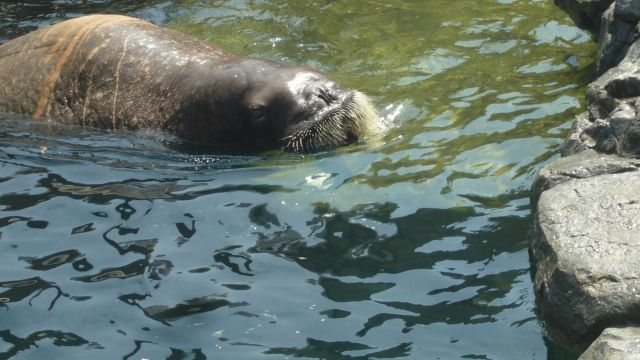
セイウチ
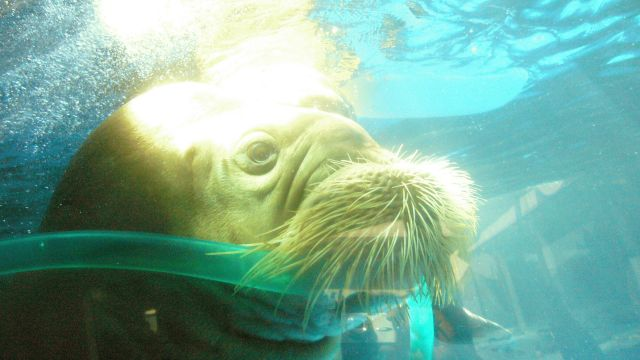
タイヘイヨウセイウチ
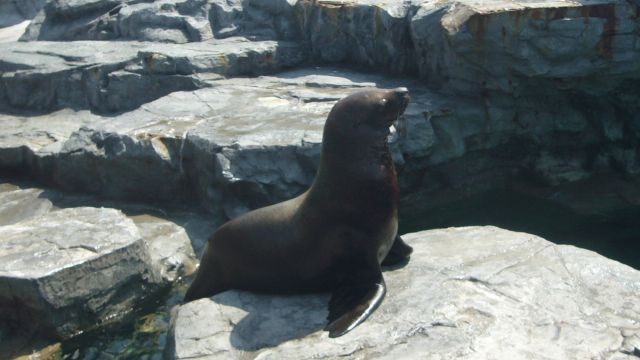
トド
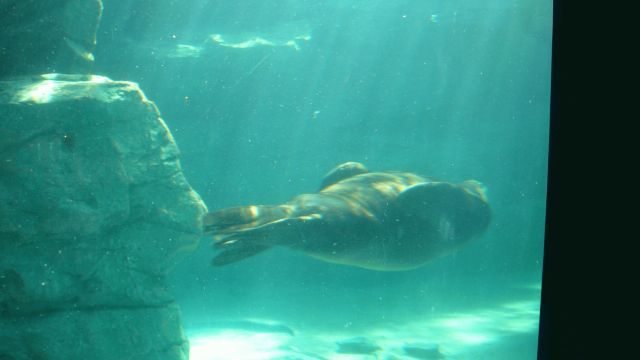
トド
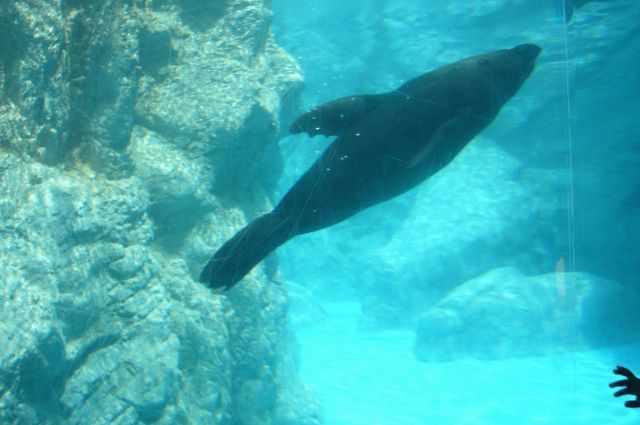
ミナミアフリカオットセイ
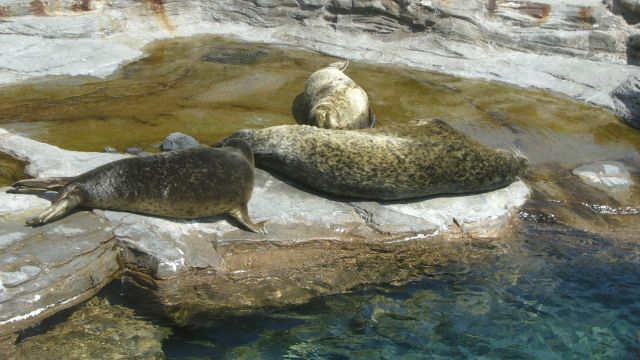
ミナミアメリカオットセイ
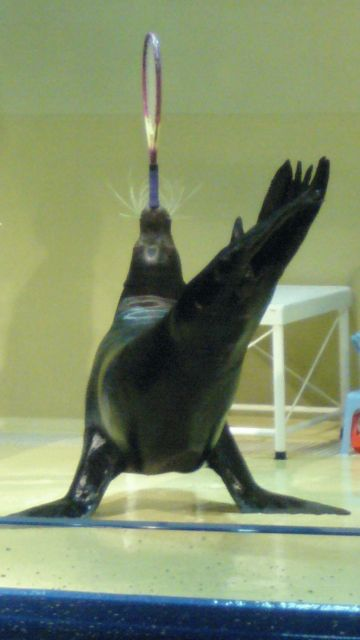
カリフォルニアアシカ
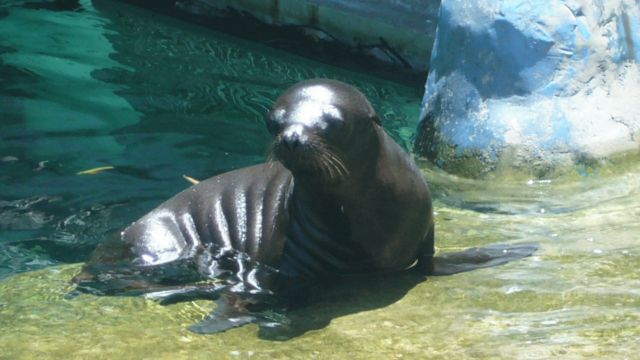
カリフォルニアアシカ
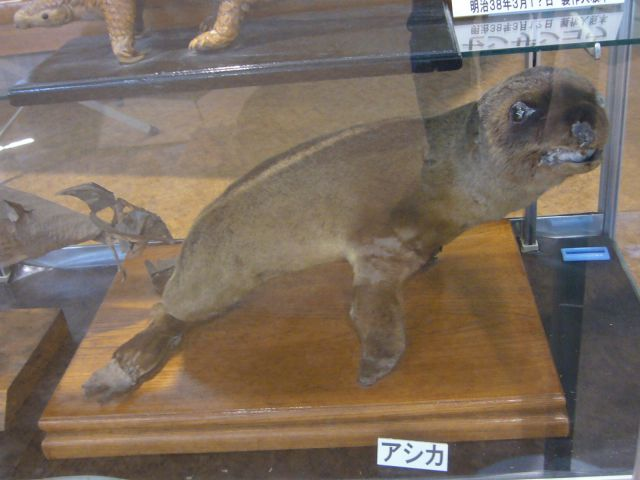
絶滅種ニホンアシカ剥製